# Agrias semitapajonus
Agrias semitapajonus är en fjärilsart som beskrevs av Peter William Michael 1928. Agrias semitapajonus ingår i släktet Agrias och familjen praktfjärilar. Inga underarter finns listade i Catalogue of Life.